# Émarèse
Émarèse (pron. fr. AFI: [emaʁɛz]  - Émarésa in patois valdostano) è un comune italiano sparso di 232 abitanti della Valle d'Aosta. Il municipio si trova in frazione Érésaz.

## Geografia fisica

### Territorio
Il territorio comunale è interamente collocato sull'adret, ovvero il versante in sinistra idrografica della valle d'Aosta. La quota passa dai circa 700 m di quota del punto di confine con Saint-Vincent e Montjovet ai 2 107 metri della Testa di Comagna.
Il Col Tzecore collega i comuni di Émarèse e di Challand-Saint-Anselme.
- Classificazione sismica: zona 3 (bassa sismicità)[6]

## Origine del nome
L'etimologia del nome Émarèse è piuttosto complessa, ma pare spiegare la disposizione dei villaggi principali. Se si confrontano i termini Émarèse, Érésaz (pron. fr. AFI: [eʁeza] - anche francesizzato in Érèse) e Sommarèse, si può considerare Érésaz come parola base. Secondo alcuni studiosi, Érésaz deriva dal nome latino arcensis, che significa pianoro (cf. villaggio di Arcésaz - pron. fr. AFI: [aʁseza] - a Brusson). Dunque Sommarèse sarebbe l'unione di summo + arcensis, cioè "pianoro superiore", mentre Émarèse, ossia imo + arcensis, significherebbe "pianoro inferiore".

## Storia
In frazione Cheissan nel 1968 è stato ritrovato un tumulo protostorico.
Nel XVII secolo il comune venne comprato da una famiglia nobile della collina di Châtillon, i Decré, proprietari di una torre in frazione La Tour. Dopo l’acquisizione del paese, vennero chiamati Decré d’Émarèse.
Nel 1630, come tutti i comuni valdostani, la sua popolazione venne decimata dalla peste.
Il papa Alessandro III cita la parrocchia di Émarèse nella bolla del 20 aprile 1176. Successivamente la parrocchia fu eliminata e accorpata a quella di Saint-Germain, ma fu poi ricreata nel 1747 per volontà del vescovo di Aosta Jean-François de Sales. Il campanile mantiene il suo aspetto quattrocentesco, nonostante le monofore murate e i muri perimetrali in pietra intonacati. Il catasto del Regno di Sardegna relativo alla parrocchia di Émarèse, terminato in data 11 novembre 1771, recensisce 5.968 appezzamenti ripartiti tra 201 proprietari-contribuenti, corrispondenti a 45 diversi nomi di famiglia.
Durante l'epoca fascista, il comune di Émarèse è stato accorpato a quello di Mongiove.

### Simboli
Lo stemma comunale e il gonfalone sono stati concessi con decreto del presidente della Giunta Regionale del 30 settembre 2003.
(D.P.G.R. n. 752 del 30 settembre 2003)
Nello stemma sono riuniti gli emblemi delle tre famiglie nobili che sono state investite della signoria del luogo, con il leone d'argento in campo di nero, simbolo del Ducato d'Aosta.
Il gonfalone è un drappo partito di rosso e di nero.

## Società

### Evoluzione demografica
Abitanti censiti

## Cultura

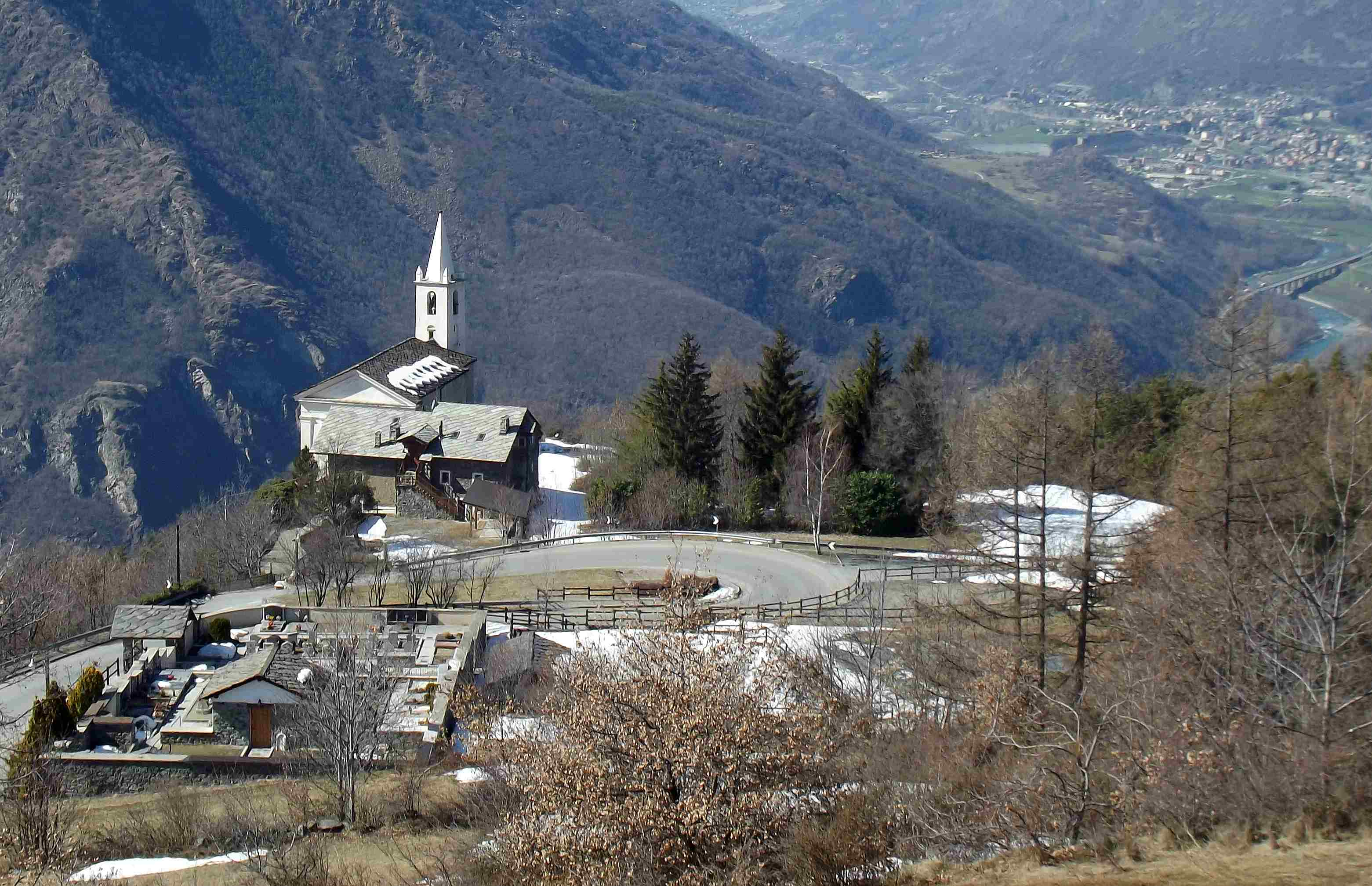
Parrocchiale di Saint-Pantaléon e cimitero

- In località Érésaz ha sede il centro studi multimediale abbé Joseph-Marie Trèves

## Economia
Come per gli altri comuni di questa altitudine della Valle d'Aosta, Émarèse è principalmente e da sempre un comune vocazione agricola.
Tra la fine del XIX secolo e fino agli anni settanta del Novecento circa, l'economia locale è stata influenzata dalla lavorazione dell'amianto della Società Italiana Amianto. Sul territorio comunale oltre alla cava insiste anche la discarica di inerti contenenti amianto; nel 2011 è stato approvato il piano di bonifica e di messa in sicurezza del sito principale di Chassan-Settarme, oggi in attesa di attuazione.
L'area nel 2012 è stata indicata come SIN dalla Commissione parlamentare d'inchiesta sui rifiuti.

## Amministrazione

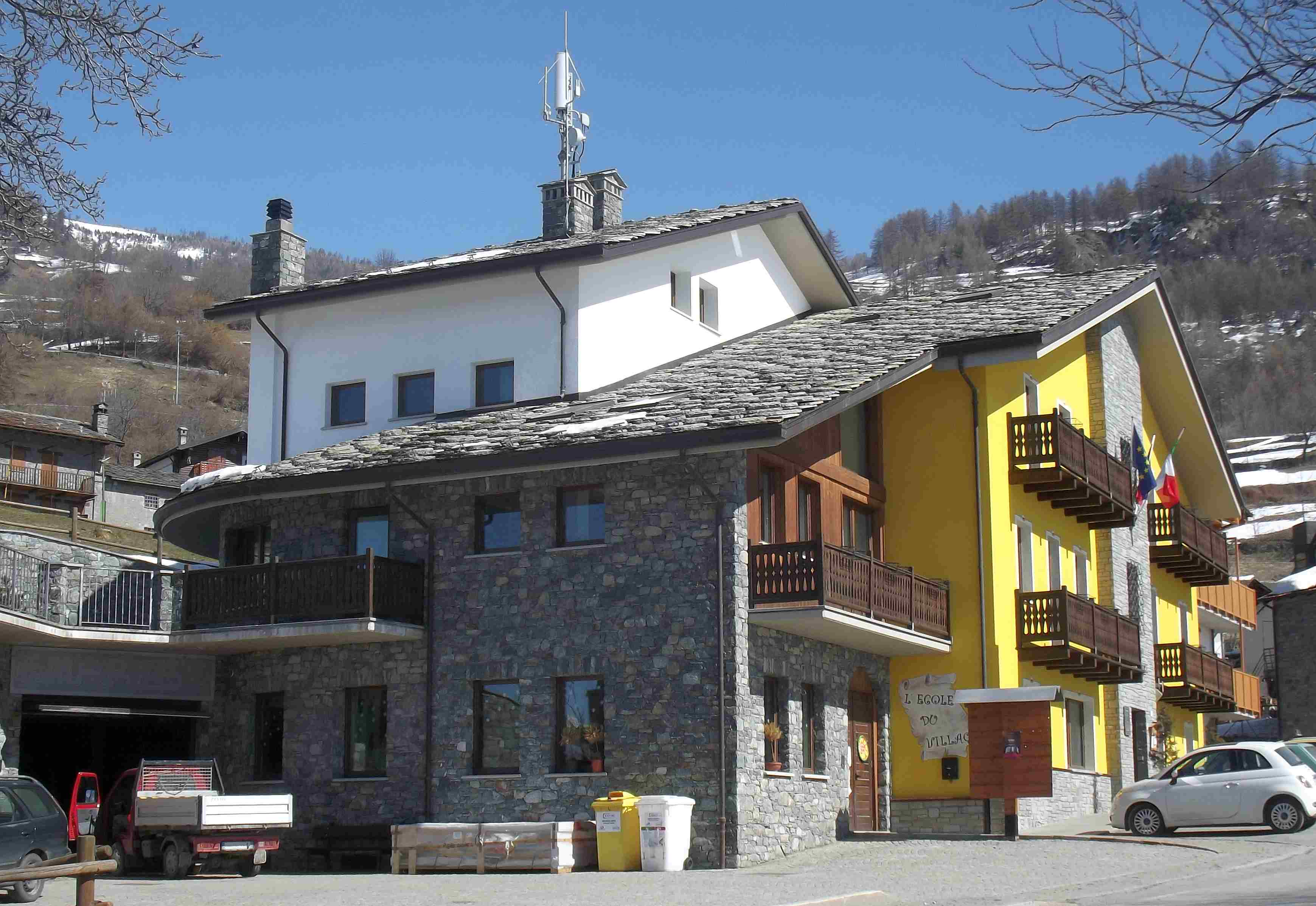
Il municipio (frazione Érésaz)

Di seguito è presentata una tabella relativa alle amministrazioni che si sono succedute in questo comune.
| Periodo        | Periodo        | Primo cittadino | Partito                   | Carica  | Note   |
| -------------- | -------------- | --------------- | ------------------------- | ------- | ------ |
| 26 giugno 1985 | 24 giugno 1990 | Mario Trèves    | Union Valdôtaine          | Sindaco | [ 14 ] |
| 24 giugno 1990 | 29 maggio 1995 | Firmino Grivon  | Democrazia Cristiana      | Sindaco | [ 14 ] |
| 29 maggio 1995 | 8 maggio 2000  | Firmino Grivon  | -                         | Sindaco | [ 14 ] |
| 8 maggio 2000  | 9 maggio 2005  | Fabrizio Trèves | lista civica              | Sindaco | [ 14 ] |
| 9 maggio 2005  | 25 maggio 2010 | Fabrizio Trèves | lista civica              | Sindaco | [ 14 ] |
| 24 maggio 2010 | 11 maggio 2015 | Lucina Grivon   | lista civica              | Sindaco | [ 14 ] |
| 1º giugno 2015 | in carica      | Lucina Grivon   | lista civica Pour Emarèse | Sindaco | [ 14 ] |

### Altre informazioni amministrative
Émarèse fa parte dell'Unité des Communes valdôtaines Évançon.

## Sport
In questo comune si gioca a tsan, caratteristico sport tradizionale valdostano.